# Tillabéri (département)
Pour les articles homonymes, voir Tillabéri.
Tillabéri est un département de l'ouest du Niger, situé dans la région de Tillabéri.

## Géographie

### Situation
Le département de Tillabéri est entouré par :
- au nord : le Mali,
- à l'est : le département de Ouallam,
- au sud : le département de Kollo,
- à l'ouest : le département de Téra.

### Relief et environnement
Le département est bordé à l'ouest par le fleuve Niger.

## Administration
Tillabéri est un département de 8 715 km² de la région de Tillabéri.

Son chef-lieu est Tillabéri.

### Communes
Son territoire se décompose en :
- Commune urbaine : Tillabéri.
- Communes rurales : Anzourou, Bibiyergou, Dessa, Kourteye, Sakoira, Sinder.

### Chefferies traditionnelles
Le département de Tillabéri compte en 2018, 12 chefferies traditionnelles, intégrées dans l'organisation administative de la République du Niger et classées en catégories affectées d’une grille d’allocation en fonction notamment de l’ancienneté et de l’importance démographique et historique. Le chef traditionnel est une personne élue ou désignée pour diriger une communauté coutumière et traditionnelle.
| Chefferie traditionnelle              | Fondée en  | Catégorie |
| ------------------------------------- | ---------- | --------- |
| Village de Tillabéri                  | 1960       | 2e        |
| Fraction Peulh Issabé                 | vers 1905  | 2e        |
| Fraction Peulh Daya                   | 1905       | 2e        |
| Groupement Touareg Ratafane           | 1899       | 2e        |
| Groupement Touareg Ayahawane          | avant 1953 | 2e        |
| Groupement Touareg Tahabanaten Inatès | 1933       | 3e        |
| Canton Anzourou (Sarakoira)           | avant 1934 | 4e        |
| Canton Sinder (Sawani)                | vers 1810  | 4e        |
| Cantion Ayorou                        | 1906       | 4e        |
| Canton Dessa                          | 1906       | 5e        |
| Canton Kourtèye (Sansané Haoussa)     | 1908       | 5e        |
| Canton Sakouara                       | 1907       | 5e        |

## Population
La population est estimée à 295 898 habitants en 2011.

## Économie

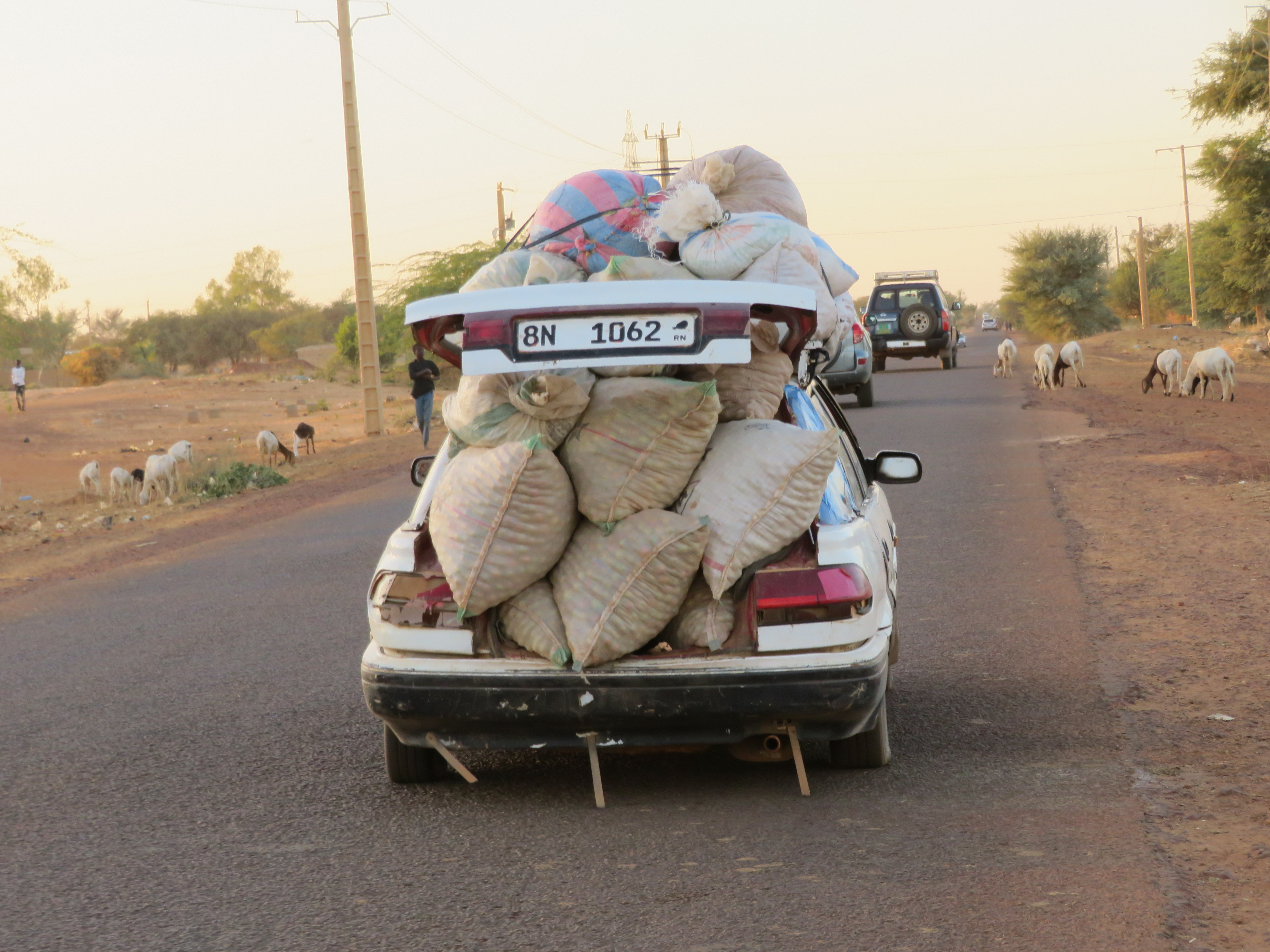
Transport de sacs de nourriture sur la route de Tillabéri.

## Histoire
Fin 2019, la région est soumise a des attaques de djihadistes.

- Le 10 décembre 2019,  71 soldats sont tués, encadrant des agents chargés de préparer les prochaines élections. C'est la pire attaque, depuis le regain des attaques djihadistes en 2015 dans ce pays sahélien pauvre, revendiquée par l'État islamique. Selon le ministère de l'Intérieur, l'équipe des agents d'enrôlement «a été sécurisée et a regagné Sanam en bonne santé». Cette équipe opérait pour le compte de la Commission électorale nationale indépendante (Céni), qui doit organiser des élections générales (présidentielle et législatives) fin 2020.
- Le 25 décembre 2019, quatorze militaires sont tués dans une attaque menée par des «terroristes lourdement armés» d'après le ministère de l'Intérieur nigérien[4].